# بولدر (كولورادو)
بولدر (بالإنجليزية: Boulder ) هي مدينة أمريكية تابعة للمقاطعة التي تحمل اسم المدينة تقع في الجزء الشمالي من المقاطعة التي تقع جنوب شرق كولورادو بالقرب من دنفر عاصمة الولاية التي تبعد عنها حوالي 40 كم ويقطنها حوالي 97385 نسمة حسب إحصائيات سنة 2010.

## المناخ
يظهر الجدول التالي التغييرات المناخية على مدار السنة لبولدر:
| البيانات المناخية لـبولدر            | البيانات المناخية لـبولدر | البيانات المناخية لـبولدر | البيانات المناخية لـبولدر | البيانات المناخية لـبولدر | البيانات المناخية لـبولدر | البيانات المناخية لـبولدر | البيانات المناخية لـبولدر | البيانات المناخية لـبولدر | البيانات المناخية لـبولدر | البيانات المناخية لـبولدر | البيانات المناخية لـبولدر | البيانات المناخية لـبولدر | البيانات المناخية لـبولدر |
| الشهر                                | يناير                     | فبراير                    | مارس                      | أبريل                     | مايو                      | يونيو                     | يوليو                     | أغسطس                     | سبتمبر                    | أكتوبر                    | نوفمبر                    | ديسمبر                    | المعدل السنوي             |
| ------------------------------------ | ------------------------- | ------------------------- | ------------------------- | ------------------------- | ------------------------- | ------------------------- | ------------------------- | ------------------------- | ------------------------- | ------------------------- | ------------------------- | ------------------------- | ------------------------- |
| الدرجة القصوى °ف (°م)                | 74 (23)                   | 79 (26)                   | 90 (32)                   | 88 (31)                   | 95 (35)                   | 104 (40)                  | 104 (40)                  | 102 (39)                  | 100 (38)                  | 92 (33)                   | 79 (26)                   | 76 (24)                   | 104 (40)                  |
| متوسط درجة الحرارة الكبرى °ف (°م)    | 46.9 (8.3)                | 48.3 (9.1)                | 56.0 (13.3)               | 63.3 (17.4)               | 72.2 (22.3)               | 81.6 (27.6)               | 87.7 (30.9)               | 85.3 (29.6)               | 77.7 (25.4)               | 65.8 (18.8)               | 53.7 (12.1)               | 45.3 (7.4)                | 65.3 (18.5)               |
| متوسط درجة الحرارة الصغرى °ف (°م)    | 22.2 (−5.4)               | 23.1 (−4.9)               | 29.2 (−1.6)               | 35.6 (2.0)                | 43.5 (6.4)                | 51.3 (10.7)               | 57.3 (14.1)               | 56.1 (13.4)               | 48.0 (8.9)                | 37.8 (3.2)                | 28.5 (−1.9)               | 21.3 (−5.9)               | 37.8 (3.2)                |
| أدنى درجة حرارة °ف (°م)              | −33 (−36)                 | −28 (−33)                 | −13 (−25)                 | −3 (−19)                  | 17 (−8)                   | 20 (−7)                   | 40 (4)                    | 40 (4)                    | 15 (−9)                   | −2 (−19)                  | −12 (−24)                 | −24 (−31)                 | −33 (−36)                 |
| الهطول إنش (مم)                      | 0.71 (18)                 | 0.84 (21)                 | 2.12 (54)                 | 2.70 (69)                 | 2.81 (71)                 | 2.20 (56)                 | 1.79 (45)                 | 1.91 (49)                 | 1.63 (41)                 | 1.56 (40)                 | 1.34 (34)                 | .90 (23)                  | 20.51 (521)               |
| متوسط تساقط الثلوج إنش (سم)          | 11.6 (29)                 | 11.6 (29)                 | 17.2 (44)                 | 11.4 (29)                 | 0.7 (1.8)                 | 0 (0)                     | 0 (0)                     | 0 (0)                     | 1.4 (3.6)                 | 5.6 (14)                  | 14.2 (36)                 | 13.9 (35)                 | 87.6 (223)                |
| متوسط أيام هطول الأمطار (≥ 0.01 in)  | 5.3                       | 6.4                       | 8.4                       | 10.0                      | 12.1                      | 10.4                      | 10.4                      | 10.8                      | 8.3                       | 7.2                       | 5.9                       | 5.7                       | 101.0                     |
| متوسط الأيام المثلجة (≥ 0.1 in)      | 5.2                       | 6.3                       | 6.4                       | 4.2                       | 0.6                       | 0                         | 0                         | 0                         | 0.5                       | 1.8                       | 4.8                       | 5.4                       | 35.2                      |
| المصدر: NOAA (extremes 1893–present) |                           |                           |                           |                           |                           |                           |                           |                           |                           |                           |                           |                           |                           |

## توأمة
لبولدر (كولورادو) اتفاقيات توأمة مع كل من:
- دوشنبه
- مجلس رامات النقب الإقليمي منذ (2018 - )[5]

## أعلام
- كريستين دافيس
- جيلو بيافرا
- إدوارد تاتوم
- سكوت كاربنتر
- جورج جاموف
- جون فانتي
- دين ريد

## روابط
- الموقع الرسمي للمدينة